# John Osborne, 11. Duke of Leeds

Wappen des Duke of Leeds

John Francis Godolphin Osborne, 11. Duke of Leeds (* 12. März 1901; † 26. Juli 1963) war ein britischer Aristokrat (Peer).

## Leben
John Osborne war der zweitälteste Sohn von George Osborne, 10. Duke of Leeds und Lady Katherine Frances Lambton, einer Tochter von George Lambton, 2. Earl of Durham, und Lady Beatrix Frances Hamilton. Osborne hatte vier ältere Schwestern: Gwendolen Fanny (1885–1933), Olga Katherine (1886–1929), Dorothy Beatrix (1888–1946) und Moira (1892–1976). Osborne führte als Erbe des Herzogtitels den Höflichkeitstitel eines Marquess of Carmarthen. Nach dem Tod seines Vaters im Jahre 1927 erbte er den Titel des Duke of Leeds. 1929 verkaufte er Godolphin House, das seit 1766 im Besitz des Duke of Leeds gewesen war.
Osborne heiratete 1933 Irma Amelia de Malkhozouny. Die Ehe wurde 1948 kinderlos geschieden. Osborne heiratete im selben Jahr Audrey Young. 1950 wurde Osbornes einziges Kind, Camilla Dorothy, geboren. 1955 ließen sich die Eltern wieder scheiden. Noch im selben Jahr heiratete Osborne ein drittes Mal, diesmal Caroline Fleur Vatcher. Er starb 1963 im Alter von 62 Jahren in Frankreich. Da Osborne keine männlichen Nachkommen hatte, folgte ihm sein Onkel 3. Grades Francis D’Arcy Godolphin Osborne als 12. und letzter Duke of Leeds. Der gemeinsame Vorfahre Francis Godolphin Osborne, 1. Baron Godolphin (1777–1850) war Ururgroßvater von John Osborne und Urgroßvater von Francis Osborne.